# Ludwig Cauer (Pädagoge)

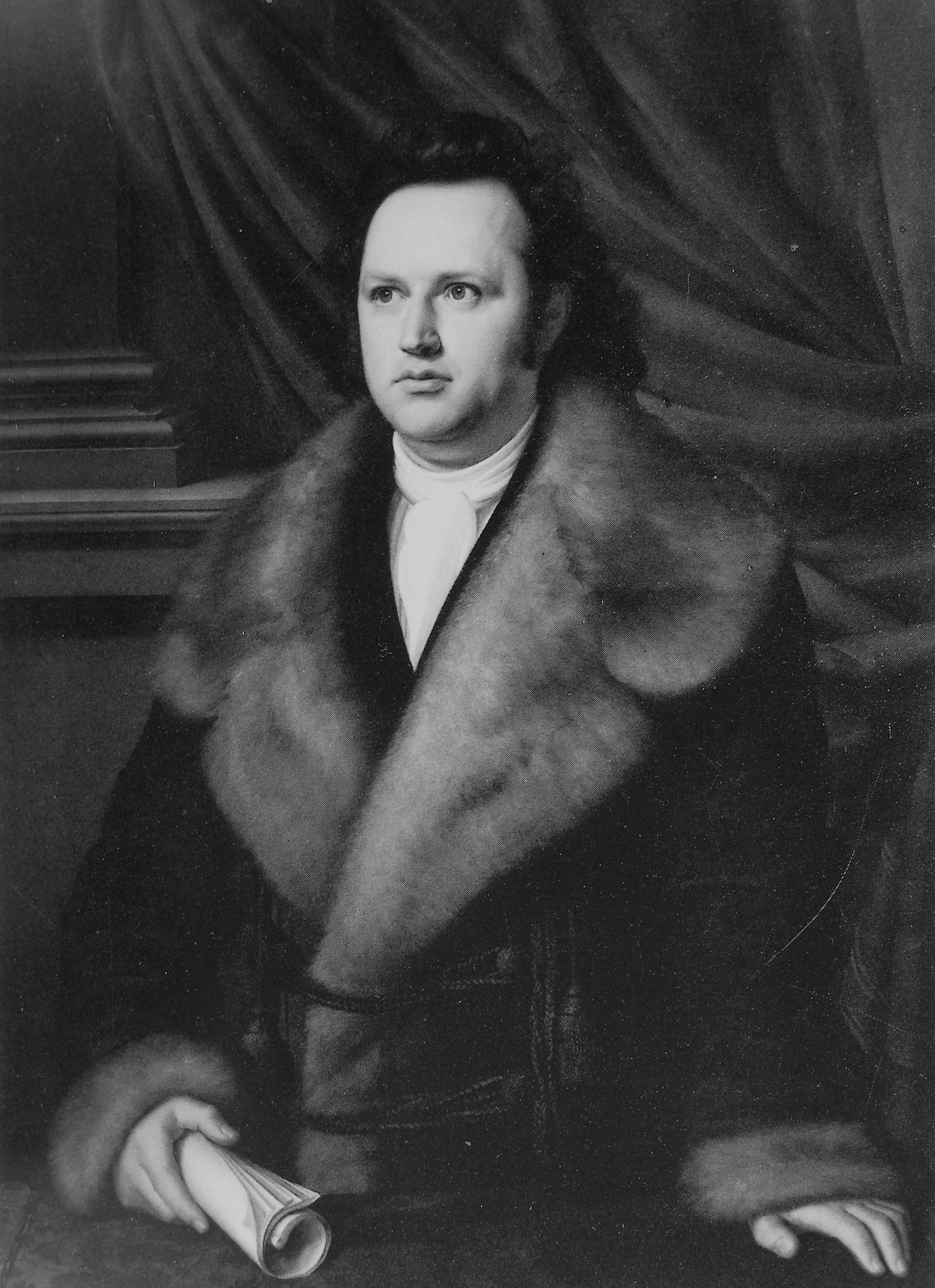
Ludwig Cauer 1823 (Gemälde von Eduard Magnus, Stiftung Stadtmuseum Berlin)

Jacob Ludwig Cauer (* 22. März 1792 in Dresden; † 24. September 1834 in Charlottenburg) war ein deutscher Reformpädagoge und Gründer der „Cauerschen Erziehungsanstalt“, eines nach den Grundsätzen von Johann Gottlieb Fichte und Johann Heinrich Pestalozzi geführten privaten Internats in Berlin.

## Herkunft und Familie
Der Großvater Ludwig Cauers, der Torschreiber Johann Kauer aus Bamberg, war in preußische Dienste getreten und hatte Elisabeth Billot aus hugenottischer Familie geheiratet. Sein Sohn Carl Ludwig Cauer (1750–1813) wurde praktischer Arzt in Dresden. Er heiratete Aimée Eleonore Bassenge (1760–1824) – ebenfalls eine Hugenottin. Von ihren sechs Kindern, die das Erwachsenenalter erreichten, war Ludwig Cauer (getauft als Jaques Louis Cauer) der älteste Sohn. 1817 nahm Ludwig Cauer seinen jüngsten Bruder Emil für einige Jahre bei sich in Berlin auf. Emil Cauer begründete später die Bildhauerfamilie Cauer.

## Zeitgeschichtliches
Die Jugendjahre Ludwig Cauers waren überschattet von den Kampfhandlungen im Rahmen der Napoleonischen Kriege. Dresden als Sitz des sächsischen Hofes war Zentrum des Aufmarschgebietes der Franzosen und jahrelang schwer umkämpft. Die Einwohner Dresdens mussten zwischen 1806 und 1809 einen dreimaligen Wechsel der Besatzungstruppen erdulden. Schließlich nahm der Russland-Feldzug Napoleons 1812 von hier seinen Ausgang.

## Studium
Ludwig Cauer wollte aus persönlicher Neigung Arzt werden wie sein Vater. Er studierte ab 1808 zunächst in Dresden, dann in Leipzig Medizin. In Berlin schrieb er sich 1811 als Medizinstudent ein und wechselte dort zur Philosophie. Cauer war in der preußischen Hauptstadt, die ebenfalls unter der französischen Herrschaft litt, sogleich mit der patriotischen Bewegung in Kontakt gekommen und hatte daraufhin sein Berufsziel geändert. Er wollte reformerisch nach dem Vorbild Fichtes und Pestalozzis wirken und darüber hinaus zur freiheitlichen Nationalerziehung beitragen.

## Teilnahme an den Befreiungskriegen
Die leidenschaftlichen Reden der Universitätslehrer Johann Gottlieb Fichte und Friedrich Schleiermacher, die wesentlichen Anteil an der Gründung der Berliner Universität hatten, und die Aufrufe anderer Patrioten erfüllte die studentische Jugend mit Kampfesgeist gegen die französische Fremdherrschaft. Cauer und seine Kommilitonen ließen sich aber nicht nur vom Gedanken der geistigen Erneuerung tragen, sondern waren auch Friedrich Ludwig Jahn gefolgt, der Berlin zu einem Zentrum der körperlichen Ertüchtigung für den bevorstehenden Freiheitskampf gemacht hatte. Das von ihm entwickelte vaterländische Turnen und der in der Hasenheide 1811 angelegte erste deutsche Turnplatz dienten allein der Erziehung zur Wehrtüchtigkeit. Die Niederlage Napoleons in Russland führte in Preußen zu einer allgemeinen Aufbruchsstimmung, die von König Friedrich Wilhelm III. mit seiner Rede An mein Volk noch gesteigert wurde. Cauer meldete sich – wie viele seiner Freunde – 1813 als Freiwilliger zur preußischen Landwehr. Nach einem Einsatz bei Dresden und den Gewaltmärschen von Schlesien nach Dresden und zurück erkrankte er auf Grund nasskalter Witterung, schlechter Ausrüstung und unzureichender Verpflegung. Seine Hoffnung auf baldige Genesung zerschlug sich. Die Verschlimmerung der Krankheit zwang ihn, weiter in Prag zu bleiben. An der Völkerschlacht bei Leipzig konnte er nicht teilnehmen. Im November 1813 kehrte er – noch immer krank – in das befreite Dresden zu seinen Eltern zurück. Nach dem Tod des Vaters kurz darauf (Heiligabend 1813) ging er im Januar 1814 wieder nach Berlin.

## Cauersche Erziehungs-Anstalt
Gleich zu Beginn seines Studiums in Berlin hatte Cauer 1812 damit begonnen, sich mit Gleichgesinnten über die Gründung einer reformpädagogischen Lehranstalt auszutauschen. Nach Rückkehr vom Kriegseinsatz intensivierte er seine Bemühungen und konnte schließlich elf Männer, meist Kommilitonen, von dem Projekt begeistern. Sechs von ihnen, darunter sein zwei Jahre jüngerer Bruder Jakob, reisten auf eigene Kosten 1816 nach Yverdon zu Pestalozzi, um sich ausbilden zu lassen. Einige blieben noch bis Mitte 1817 an der dortigen Lehranstalt und waren später auch Lehrer am Berliner Institut. Der Mathematiker Jakob Steiner, der in Yverdon als Hilfslehrer tätig war, unterrichtete nach seiner Ankunft in Berlin im Winter 1820/21 einige Zeit an der Cauerschen Anstalt.
Nachdem die erhoffte staatliche Unterstützung für das freiheitlich-liberale Schulprojekt infolge der in Preußen beginnenden Restauration ausblieb, gründete Cauer mit Hilfe seiner Getreuen auf privater Basis 1818 die Cauersche Anstalt als Internat. Die von den Gründungsmitgliedern aufgebrachte Summe betrug 40.000 Taler. Erster Standort der unter gemeinschaftlicher Leitung stehenden Institutes war die Münzstraße 21 in der Nähe des Hackeschen Marktes in Berlin. Hier war Cauer auch kommunalpolitisch als Vorsitzender einer Armenkommission und als Stadtverordneter aktiv. 1826 erfolgte die Verlegung nach Charlottenburg in die Berliner Str. 1 (heute Otto-Suhr-Allee). Das kollektive Prinzip endete als Cauer 1827 Alleineigentümer und Direktor wurde und dem Haus eine Blütezeit bescherte. 1829 erreichte das Haus mit 65 Zöglingen die höchste Auslastung.
Die Schwierigkeiten begannen, als die Zahl der Zöglinge sank, die Lehranstalt daraufhin vermehrt Tagesschüler aufnahm und die Probleme aus den konkurrierenden pädagogischen Konzepten die Zahl der Zöglinge weiter reduzierte. Auch als Folge der ab 1831 grassierenden Cholera-Epidemie hatte das Haus 1834 nur noch sechs Zöglinge. Cauer gab sein Projekt auf und verkaufte die in Existenznot geratene Einrichtung für 36.000 Taler an den Staat (Königliche Kabinettsorder vom 3. April 1834). Der Neustart unter wesentlich veränderten Bedingungen erfolgte am 29. September 1834 ohne Cauer. Er war einige Tage vorher gestorben.
Die weitere Entwicklung führte zur völligen Abkehr vom Internatskonzept hin zur Einrichtung staatlicher Schulen. 1869 fand die Gründung des Gymnasiums statt (ab 1876 Kaiserin Augusta Gymnasium), dessen erweiterter Schulbetrieb 1899 den noch heute erhaltenen repräsentativen Bau in der Cauerstraße 36 – 37 erforderlich machte. Nach dem Krieg 1945 wurde in dem Gebäudekomplex eine Grundschule eingerichtet, die ab 1954 den Namen Ludwig Cauer trägt (Ludwig-Cauer-Grundschule).

## Bekannte Schüler der Cauerschen Anstalt
- Heinrich Gustav Magnus (1802–1870), Physiker, Chemiker
- Felix Eberty (1812–1884), Jurist, Astronom und Schriftsteller
- Julius Springer (1817–1877), Berliner Buchhändler, Verleger und Stadtverordneter
- Ferdinand Henry (1819–1891), hoher preußischer Militärbeamter, Geheimer Kriegsrat
- Wilhelm Hertz (1822–1901), Berliner Buchhändler und Verleger
- Gotthold Eisenstein (1823–1852), Mathematiker

## Ehe und Nachkommen
Carl Ludwig Cauer war verheiratet mit Marianne Louise Itzig (1794–1869), einer Tochter des Bankiers und Hofbaurats Isaak Daniel Itzig. (Dessen zwei Söhne, Benjamin (Benny) und Jakob Itzig gehörten zu den Mitgründern der Cauerschen Anstalt und zu den ersten Lehrern.) Sie begründeten eine Familie, die einige Pädagogen, Wissenschaftler, Künstler und weitere Persönlichkeiten hervorbrachte. Ihre vier Kinder waren
- Eduard Cauer (1823–1881), Gymnasialdirektor und Stadtschulrat von Berlin, hatte einige bekannte Nachkommen, heiratete in zweiter Ehe die Frauenrechtlerin Wilhelmine Latzel (geborene Schelle), seitdem  Minna Cauer

- Aimée Louise Mendelssohn (1826–1894), heiratete Wilhelm Mendelssohn, einen Cousin des Komponisten Felix Mendelssohn Bartholdy; eini Sohn war der Komponist Arnold Mendelssohn.
- Bertha Marianne Kummer (1827–1917), heiratete den  Mathematiker Ernst Eduard Kummer, Rektor der Humboldt-Universität zu Berlin
- Emma Franziska Cauer (1828–1909)

Ludwig Cauer starb 42-jährig an einem Herzschlag am 24. September 1834. Er wurde auf dem Luisenkirchhof (Luisenfriedhof I) beigesetzt. Sein Grab ist nicht mehr erhalten.

## Ehrungen
Den Namen Ludwig Cauers tragen:
- die Cauerstraße in Berlin
- die Ludwig-Cauer-Grundschule in Berlin